# Mia Wasikowska
Mia Wasikowska, született Emilia Wasikowska (Canberra, 1989. október 14. –) ausztrál színésznő.

## Fiatalkora
Az ausztrál Canberrában született és nőtt fel. Ő a középső gyermek a családban, nővére, Jess és öccse, Kai mellett. Édesanyja, Marzena Wasikowska lengyel, míg édesapja, John Reid ausztrál fotográfus. 1998-ban Wasikowska és családja egy évre Lengyelország egyik városába, Szczecinbe költözött.
9 éves korában elkezdett balettozni, profi táncossá válás céljából. 13 évesen a balett en pointe techikáját tanulta, heti 35 órában. 2003-ban, tizennégy évesen felhagyott a testileg-lelkileg megterhelő tánctanulással. Akkori szégyenlős természete ellenére úgy döntött, a színészet érdekli. Tizenkét ausztrál ügynökséget választott ki az interneten, melyekkel kapcsolatba is lépett, azonban csak egy választ kapott.

## Pályafutása
Első szerepe az All Saints című ausztrál szappanoperában volt, két epizód erejéig. 2006-ban a Suburban Mayhem című ausztrál filmben debütált a mozivásznon. A következő években számos rövidfilmben feltűnt, 2007-ben A fenevad című horrorfilmben vállalt szerepet. 2008-ban a HBO In Treatment – A terapeuta drámasorozatában kilenc epizódon keresztül játszott. Még ugyanebben az évben várt rá egy filmszerep az Ellenállók című háborús filmben. 2009-ben még két filmben láthatták a nézők: Életem farmja és Amelia – Kalandok szárnyán, utóbbiban Elinor Smith pilótanőt formálta meg.
2010-ben Tim Burton nagysikerű Alice Csodaországban című rendezésében megkapta a címszerepet. Olyan színészekkel szerepelt együtt, mint Johnny Depp, Helena Bonham Carter és Anne Hathaway. Ebben az évben A gyerekek jól vannak című, több Oscar-díjra jelölt filmvígjáték-drámában is szerepet alakíthatott. 2011-ben megint egy címszerep következett, a Jane Eyre című filmben Michael Fassbender partnereként, ezt A nyugtalanság kora és az Albert Nobbs követte. 2012-ben egy gengszterfilm, a Fékezhetetlen következett a színésznő számára. A 2014-es Térkép a csillagokhoz című filmdrámában Julianne Moore mellett játszott főszerepet. 2016-ra elkészült az Alice Tükörországban, itt Wasikowska ismét címszereplőként színészkedett.

## Magánélete
Szabadidejében szeret fotózni, utazásait és a filmforgatásokat egy Rolleiflex kamerával örökíti meg. A Jane Eyre forgatásán egy titkos kis zseb volt az egyik ruhájába varrva, hogy elrejthessen benne egy apró digitális kamerát, amit használatba is vett a jelenetek leforgatása között.
2013 és 2015 között Jesse Eisenberg színész romantikus partnere volt, akivel A hasonmás című 2013-as filmben szerepelt együtt.

## Filmográfia

### Film

#### Nagyjátékfilmek
| Év   | Magyar cím                              | Eredeti cím                                    | Szerep             | Magyar hang         |
| ---- | --------------------------------------- | ---------------------------------------------- | ------------------ | ------------------- |
| 2006 | Külvárosi káosz                         | Suburban Mayhem                                | Lilya              |                     |
| 2007 |                                         | September                                      | Amelia Hamilton    |                     |
| 2007 | A fenevad                               | Rogue                                          | Sherry             | Talmács Márta       |
| 2008 | Ellenállók                              | Defiance                                       | Chaya Dziencielsky | Györfi Anna         |
| 2009 | Életem farmja                           | That Evening Sun                               | Pamela Choat       | Kántor Kitty        |
| 2009 | Amélia – Kalandok szárnyán              | Amelia                                         | Elinor Smith       | Csuha Borbála       |
| 2010 | Alice csodaországban                    | Alice in Wonderland                            | Alice Kingsleigh   | Molnár Ilona        |
| 2010 | A gyerekek jól vannak                   | The Kids Are All Right                         | Joni               | Molnár Ilona        |
| 2011 | Jane Eyre                               | Jane Eyre                                      | Jane Eyre          | Tenki Réka          |
| 2011 | A nyugtalanság kora                     | Restless                                       | Annabell Cotoon    | Csuha Borbála       |
| 2011 | Albert Nobbs                            | Albert Nobbs                                   | Helen Dawes        | Mezei Kitty         |
| 2012 | Fékezhetetlen                           | Lawless                                        | Bertha Minnix      | Molnár Ilona        |
| 2013 |                                         | The Turning                                    | nem szerepel       |                     |
| 2013 | Vonzások                                | Stoker                                         | India Stoker       | Földes Eszter       |
| 2013 | Halhatatlan szeretők                    | Only Lovers Left Alive                         | Ava                |                     |
| 2013 |                                         | Tracks                                         | Robyn Davidson     |                     |
| 2013 | A hasonmás                              | The Double                                     | Hannah             | Földes Eszter       |
| 2014 | Térkép a csillagokhoz                   | Maps to the Stars                              | Agatha Weiss       | Molnár Ilona        |
| 2014 | Madame Bovary                           | Madame Bovary                                  | Emma Bovary        | Kelemen Kata        |
| 2015 | Bíborhegy                               | Crimson Peak                                   | Edith Cushing      | Szilágyi Csenge     |
| 2015 |                                         | Madly                                          | nem szerepel       |                     |
| 2016 | Alice Tükörországban                    | Alice in Wonderland: Through the Looking Glass | Alice Kingsleigh   | Molnár Ilona        |
| 2017 | HHhH – Himmler agyát Heydrichnek hívják | The Man with the Iron Heart                    | Anna Novak         | Andrádi Zsanett     |
| 2018 |                                         | Damsel                                         | Penelope           |                     |
| 2018 |                                         | Piercing                                       | Jackie             |                     |
| 2019 |                                         | Judy and Punch                                 | Judy               |                     |
| 2019 | Szótlan szív                            | Blackbird                                      | Anna               | Földes Eszter       |
| 2020 | Mindig az ördöggel                      | The Devil All the Time                         | Helen Hatton       |                     |
| 2021 | Bergman szigete                         | Bergman Island                                 | Amy                | Ligeti Kovács Judit |
| 2022 |                                         | Blueback                                       | Abby Jackson       |                     |
| 2023 |                                         | Club Zero                                      | Miss Novak         |                     |

#### Rövidfilmek
| Év   | Cím                                        | Szerep             |
| ---- | ------------------------------------------ | ------------------ |
| 2006 | Eve                                        | Eve                |
| 2007 | Lens Love Story                            | lány               |
| 2007 | Skin                                       | Emma               |
| 2007 | Cosette                                    | Cosette            |
| 2008 | I Love Sarah Jane                          | Sarah Jane         |
| 2008 | Summer Breaks                              | Kara               |
| 2015 | Oscar Wilde's The Nightingale and the Rose | csalogány (hangja) |

### Televízió
| Év        | Magyar cím                 | Eredeti cím  | Szerep      | Megjegyzések |
| --------- | -------------------------- | ------------ | ----------- | ------------ |
| 2004–2005 | Szentek kórháza            | All Saints   | Lily Watson | 2 epizód     |
| 2008      | In Treatment – A terapeuta | In Treatment | Sophie      | 9 epizód     |

### Videójátékok
| Év   | Cím                 | Szerep                    |
| ---- | ------------------- | ------------------------- |
| 2010 | Alice in Wonderland | Alice Kingsleigh (hangja) |
| 2015 | Disney Infinity 3.0 | Alice Kingsleigh (hangja) |